# Sint-Jan Baptistkerk (Beveren-Leie)

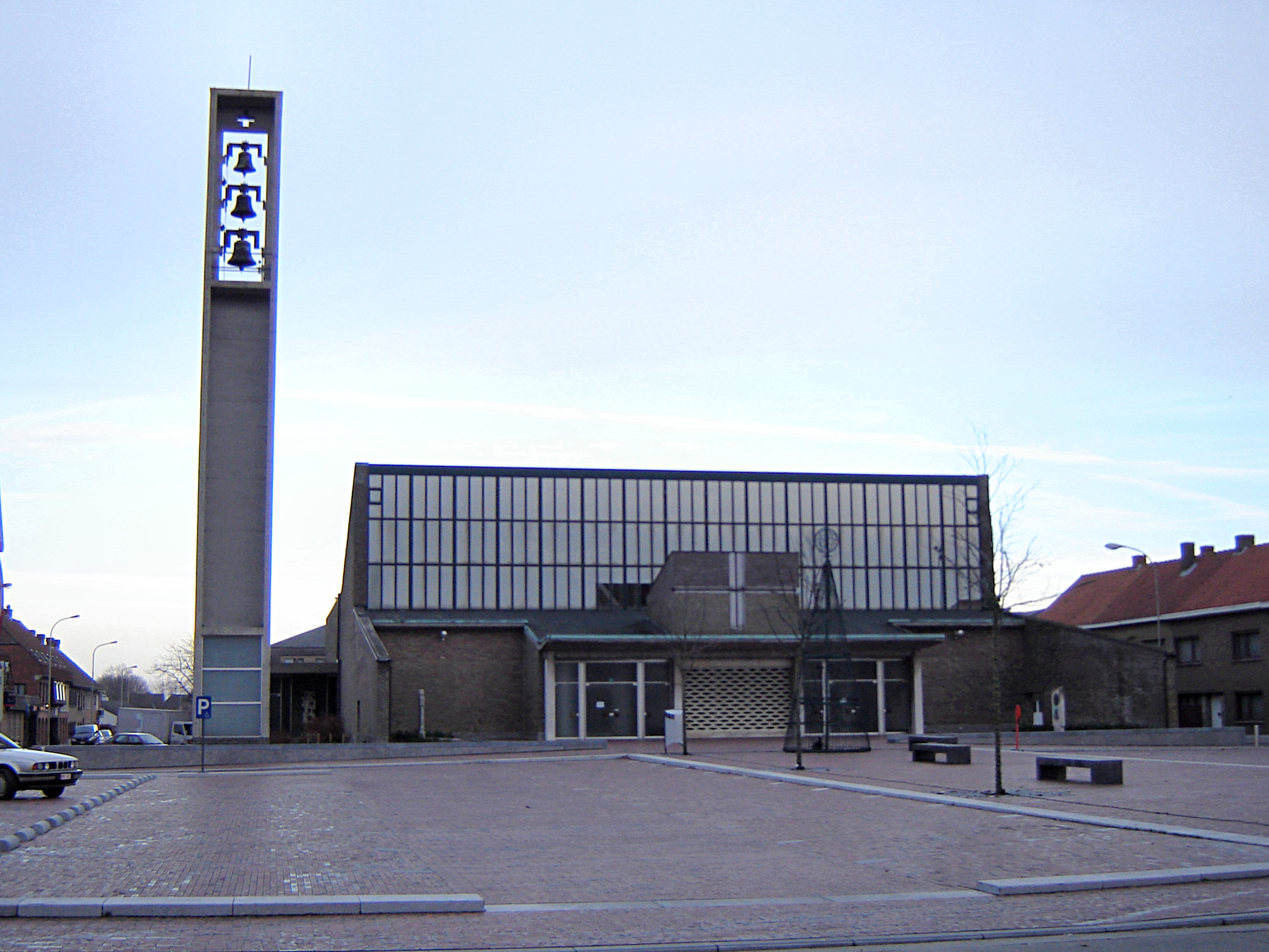
Sint-Jan Baptistkerk

De Sint-Jan Baptistkerk is de parochiekerk van de tot de West-Vlaamse gemeente Waregem behorende plaats Beveren-Leie, gelegen aan het Kerkplein.

## Geschiedenis
Na de kerstening, in de 7e eeuw, werd vermoedelijk vrij snel een primitief kerkje gebouwd op het domein Beverna. Het patronaatsrecht kwam omstreeks 950 aan de Sint-Pietersabdij te Gent. In de 12e eeuw kwam een parochie tot stand en tussen 1150 en 1200 werd een eerste stenen kerk gebouwd, gelegen aan de huidige Sint-Jansstraat. Opgravingen, uitgevoerd tussen 1978 en 1982, tonen een eenbeukige kerk zonder toren, opgetrokken in Doornikse steen. In 1235 werd voor het eerst een priester genoemd.
In de 14e eeuw werd de kerk vergroot door de bouw van een vierkante vieringtoren toren met achthoekige klokkenverdieping en het koor daarachter.
In 1590 werd de pastorie verwoest door de beeldenstormers. Begin 17e eeuw werd deze hersteld. In dezelfde eeuw werd aan de kerk een noordbeuk bijgebouwd. Onder meer in 1727 werd de toren hersteld en werd een nieuw portaal gebouwd.
Midden 18e eeuw was de kerk in slechte staat. Van 1780-1784 werd de kerk herbouwd naar ontwerp van Jan-Baptist Meyer, mogelijk met behoud van de onderbouw van de toren. Het betreft een eenbeukige kerk met veelzijdig afgesloten koor en een achtkante klokkentoren.
Op 23 mei 1940 werd de kerk, tijdens de Leieslag, opgeblazen door Belgische troepen om te verhinderen dat de Duitsers deze als uitkijkpost zouden gebruiken. In 1947 werd een noodkerk in gebruik genomen aan de Barmstraat, de tegenwoordige Kerkdreef.
In 1967 werd de eerste steen gelegd voor een nieuw kerkgebouw en in 1970 kwam de nieuwe kerk gereed. Het ontwerp was van Paul van Maele en werd later nog gewijzigd.
Het Kerkhof van Beveren ligt nog op de plaats waar eertijds de kerk stond.

## Gebouw
Het betreft een zaalkerk in de stijl van het naoorlogs modernisme met plat dak en losstaande open klokkentoren. De kerk heeft een rechthoekige plattegrond en een schuin aflopend dak. Achter het altaar bevindt zich een groot glas-in-loodraam. In de kerk bevindt zich een grafsteen, afkomstig uit de oude kerk en daterend van 1452. Deze is van Geeraart en Alice de Walcourt, heren van Beveren.